# (6017) 1991 PY11
(6017) 1991 PY11 es un asteroide perteneciente al cinturón de asteroides, región del sistema solar que se encuentra entre las órbitas de Marte y Júpiter, descubierto el 7 de agosto de 1991 por Henry E. Holt desde el Observatorio del Monte Palomar, Estados Unidos.

## Designación y nombre
Designado provisionalmente como 1991 PY11. 

## Características orbitales
1991 PY11 está situado a una distancia media del Sol de 2,298 ua, pudiendo alejarse hasta 2,611 ua y acercarse hasta 1,985 ua. Su excentricidad es 0,136 y la inclinación orbital 4,705 grados. Emplea 1272,83 días en completar una órbita alrededor del Sol.

## Características físicas
La magnitud absoluta de 1991 PY11 es 13,9. Tiene 3,543 km de diámetro y su albedo se estima en 0,674. 